# Mandy Wötzel
Mandy Wötzel (née le 21 juillet 1973 à Karl-Marx-Stadt en Saxe), est une patineuse artistique allemande.
Elle a commencé sa carrière internationale en couple avec Axel Rauschenbach (de 1988 à 1992) puis avec Ingo Steuer (de 1992 à 1998). Elle a été sept fois championne d'Allemagne (dont cinq fois pour l'Allemagne réunifiée), championne d'Europe en 1995, championne du monde en 1997, et médaillée de bronze aux Jeux olympiques d'hiver de 1998 à Nagano.

## Biographie

### Carrière sportive
Elle commence à patiner dès son enfance. Elle commence sa carrière internationale par représenter la République démocratique allemande avec son partenaire Axel Rauschenbach (de 1988 à 1992). Ils étaient entraîné par Monika Scheibe au club de patinage de Karl-Marx-Stadt (aujourd'hui Chemnitz). Ensemble ils obtiennent trois titres de champions d'Allemagne (deux pour la République démocratique allemande et un pour l'Allemagne réunifiée) et sont devenus vice-champions d'Europe en 1989.
Dès 1992, elle trouve un nouveau partenaire en la personne de Ingo Steuer. Le couple Wötzel/Steuer devient quatre fois champions d'Allemagne (1993-1995-1996-1997), champions d'Europe en 1995 et champions du monde en 1997. L'année suivante, malgré une opération du genou de Mandy Wötzel et une blessure à l'épaule à cause d'un accident de voiture de Ingo Steuer, ils réussirent à conquérir la médaille de bronze aux Jeux olympiques de Nagano, juste avant de passer professionnels.

### Reconversion
Dès 1998, ils patinent chez les professionnels. À l'automne 2006, Mandy Wötzel participe au spectacle de danse sur glace sur la chaîne allemande RTL Television. Son partenaire était le boxeur Sven Ottke.
En 2007, Mandy Wötzel se marie et s'installe en Australie. L'année suivante, elle commence à enseigner à l'"Olympic Ice Rink" à Oakleigh dans la banlieue de Melbourne.

## Palmarès
Avec 2 partenaires:
- Axel Rauschenbach (1987-1992)
- Ingo Steuer (1992-1998)

| Compétition                       | 1988    | 1989    | 1990    | 1991    | 1992    |  | 1993    | 1994    | 1995    | 1996    | 1997    | 1998    |  |  |  |
| Jeux olympiques d'hiver           |         |         |         |         | 8e      |  |         | A       |         |         |         | 3e      |  |  |  |
| Championnats du monde             | 8e      |         | 7e      |         |         |  | 2e      | 4e      | 5e      | 2e      | 1re     |         |  |  |  |
| Championnats d’Europe             | 5e      | 2e      |         | 5e      | 6e      |  | 2e      | 5e      | 1re     | 2e      | 2e      |         |  |  |  |
| Championnats d'Allemagne de l'Est | 2e      | 1re     | 1re     |         |         |  |         |         |         |         |         |         |  |  |  |
| Championnats d'Allemagne          |         |         |         | 1re     | 2e      |  | 1re     | F       | 1re     | 1re     | 1re     | F       |  |  |  |
|                                   |         |         |         |         |         |  |         |         |         |         |         |         |  |  |  |
| Grand Prix ISU                    | 1987/88 | 1988/89 | 1989/90 | 1990/91 | 1991/92 |  | 1992/93 | 1993/94 | 1994/95 | 1995/96 | 1996/97 | 1997/98 |  |  |  |
| Finale du Grand Prix              |         |         |         |         |         |  |         |         |         | 3e      | 1re     | 2e      |  |  |  |
| Skate America                     |         |         |         | 3e      |         |  |         |         |         |         |         |         |  |  |  |
| Skate Canada                      |         |         |         |         |         |  | 1re     |         |         |         | 1re     |         |  |  |  |
| Coupe d'Allemagne                 |         |         |         |         |         |  | 1re     | 2e      | 1re     | 2e      | 1re     | 1re     |  |  |  |
| Trophée de France                 |         | 2e      | 1re     |         |         |  |         |         | 3e      |         |         | 2e      |  |  |  |
| Coupe de Russie                   |         |         |         |         |         |  |         |         |         |         | 1re     |         |  |  |  |
| Trophée NHK                       |         |         |         |         |         |  |         |         | 3e      | 2e      |         |         |  |  |  |
| Légende : F= Forfait              |         |         |         |         |         |  |         |         |         |         |         |         |  |  |  |